# Syllepte rosalina
Syllepte rosalina is een vlinder uit de familie van de grasmotten (Crambidae). De wetenschappelijke naam van deze soort is voor het eerst voorgesteld als Erilusa rosalina door Embrik Strand in een publicatie uit 1920.
De soort komt voor in Peru.